# 島袋美由紀
島袋 美由紀（しまぶくろ みゆき）は、日本のアニメーター、キャラクターデザイナーである。スタジオ・ザイン所属。

## 経歴
スタジオ・ザインに入社し、原画に昇格後、早くも『ウルトラマンキッズ 母をたずねて3000万光年』の第4話「お花畑のエレピーちゃん」で初の作画監督を務める。
キャラクターデザインも手掛け、アニメ版『星のカービィ』では原作の丸っこいデザインを上手く再現した。

## 参加作品

### テレビアニメ
- まんがはじめて面白塾（1989年-1991年） 原画
- 魔法のエンジェルスイートミント（1990年-1991年） 原画・動画チェック
- ウルトラマンキッズ 母をたずねて3000万光年（1991年-1992年） 作画監督
- バトルスピリッツ 龍虎の拳（1993年） 原画
- ゴールFH（1994年） 作画監督
- あずきちゃん（1995年-1998年） 原画
- スレイヤーズ（1995年） 原画
- アニメがんばれゴエモン（1997年-1998年） 原画
- フォーチュン・クエストL（1997年-1998年） 作画監督・原画
- ロスト・ユニバース（1998年） 原画
- Only・You ビバ!キャバクラ（1998年） キャラクターデザイン（飯村一夫と共同）・作画監督
- ゴクドーくん漫遊記（1999年） 原画
- それゆけ!宇宙戦艦ヤマモト・ヨーコ（1999年-2001年） 原画
- 下級生（1999年） 原画
- サイボーグクロちゃん（1999年-2001年） キャラクターデザイン[1]
- ジバクくん（1999年-2000年） キャラクターデザイン・作画監督
- へろへろくん（2000年-2001年） 作画監督
- 星のカービィ（2001年-2003年） キャラクターデザイン・原画
- SAMURAI7（2004年） 作画監督
- ピーチガール（2005年） 原画
- スクールランブル 二学期（2006年） 原画
- チーズスイートホーム（2008年） 作画監督・原画
- チーズスイートホーム あたらしいおうち（2009年） 原画
- ギャラクシーレーサー スキャン2ゴー（2011年） 作画監督
- はなかっぱ（2016年） 作画監督
- 少年アシベ GO!GO!ゴマちゃん（2017年） 作画監督
- アニ×パラ〜あなたのヒーローは誰ですか〜 episode3 ベイビーステップ×車いすテニス（2018年） キャラクターデザイン・作画監督（国枝慎吾を担当）[2]
- ハクション大魔王2020（2020年） 作画監督
- ちびまる子ちゃん（2021年-2022年） 作画監督

### OVA
- 新キャプテン翼（1989年-1990年） 動画チェック
- NEWドリームハンター麗夢 夢の騎士達（1990年） 動画
- NEWドリームハンター麗夢 殺戮の夢幻迷宮（1992年） 作画監督・原画
- JOKER マージナル・シティ（1992年） キャラクターデザイン（井口忠一、佐藤多恵子と共同）・作画監督

### 劇場アニメ
- ウルトラマンUSA（1987年） 動画
- ウルトラマンカンパニー（1996年） 作画監督

### ゲーム
- クライムクラッカーズ（1994年） アニメーション作画監督
- 花組対戦コラムス（1997年） 作画監督
- リンダキューブ アゲイン（1997年） アニメーション作画監督
- クライムクラッカーズ2（1997年） アニメーション原画
- NOëL 〜La neige〜（1998年） アニメーション原画
- 俺の屍を越えてゆけ（1999年） アニメーションキャラクターデザイン・作画監督